# Уильям Генри, 1-й герцог Глостерский и Эдинбургский
Принц Уильям Генри (англ. Prince William Henry; 25 ноября 1743 или 14 ноября 1743, Лондон — 25 августа 1805 или 24 августа 1805, Лондон) — герцог Глостерский и Эдинбургский с 1764 года, британский военный деятель, фельдмаршал с 12 октября 1793 года, внук короля Великобритании Георга II и младший брат короля Великобритании Георга III.

## Ранняя жизнь

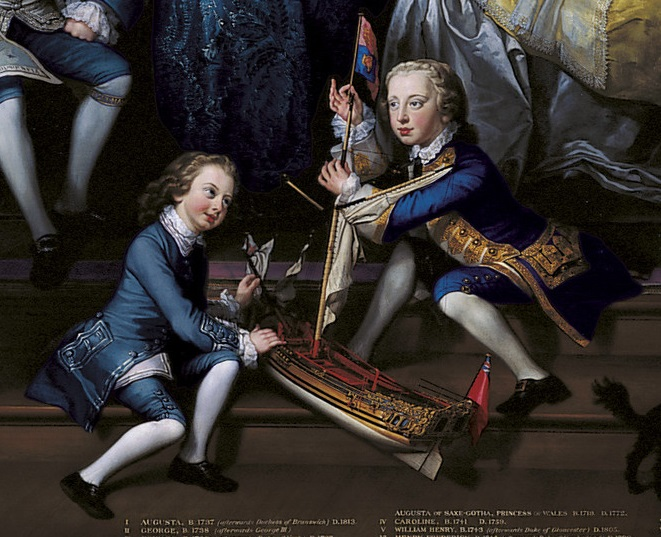
Уильям Генри (слева) вместе с братом Генри, семейный групповой портрет, 1751 год

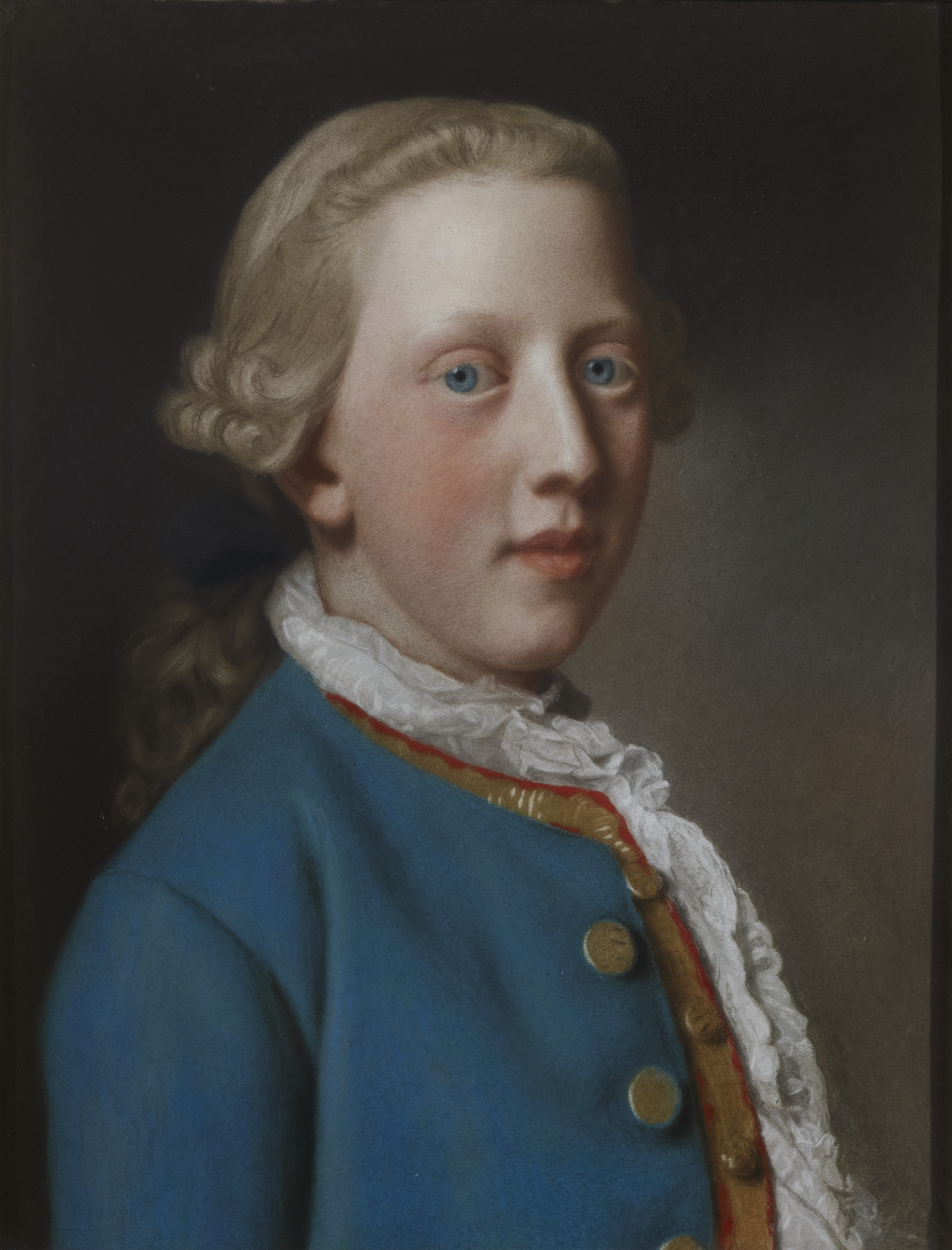
Уильям Генри в возрасте 11 лет

Генри Уильям родился 25 ноября 1743 года в Лестер-хаусе, Лондон, и был третьим сыном Фредерика, принца Уэльского (1707—1751), и принцессы Августы Саксен-Готской (1719—1772). Через одиннадцать дней после своего рождения он был крещён в Лестер-хаусе. Его крестными родителями были принц Вильгельм IV Оранский, его дядя, Уильям Август, герцог Камберлендский, и его тетка, принцесса Амелия. Принц Уильям Генри был четвертым в линии престолонаследия британского престола после рождения.
31 марта 1751 года скончался 44-летний Фредерик, принц Уэльский (1707—1751), старший сын и наследник короля Георга II. После его смерти наследником престола стал его старший сын, принц Георг (1738—1820), будущий король Великобритании Георг III.
25 октября 1760 года после смерти своего деда Георга II Георг III занял королевский престол Великобритании. 25 октября 1764 года Георг III пожаловал своему младшему брату Уильяму Генри титулы герцога Глостерского и Эдинбургского, а 19 ноября того же 1764 года он еще получил титул графа Коннахта. 27 мая 1762 года принц Уильям Генри был сделан кавалером Ордена Подвязки.

## Карьера и брак

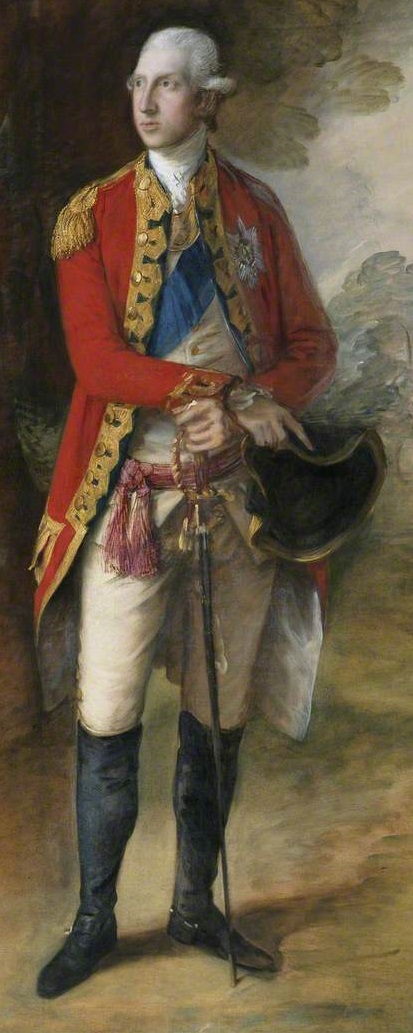
Уильям Генри, герцог Глостерский и Эдинбургский, автор портрета — Томас Гейнсборо, 1775 год

Первоначально герцог желал начать военную карьеру, но его здоровье и подготовка оказались недостаточными. В 1766 году он был назначен полковником 13-го пехотного полка.
6 сентября 1766 года в Лондоне герцог тайно женился на Марии Уолпол (10 июля 1736 — 22 августа 1807), дочери политика Эдварда Уолпола и вдове Джеймса Уолдгрейва, 2-го графа Уолдгрейва (1715—1763). Король узнал об этом браке после принятия Закона о королевских браках 1772 года. Супруги поселились в Сент-Леонард-Хилле в Клевере, недалеко от Виндзора. у них было трое детей:
- Принцесса София Матильда Глостерская (29 мая 1773 — 29 ноября 1844)
- Принцесса Каролина Августа Мария Глостерская (24 июня 1774 — 14 марта 1775), умерла в возрасте девяти месяцев после прививки от оспы
- Уильям Фредерик, герцог Глостерский и Эдинбургский (15 января 1776 — 30 ноября 1834), преемник отца.

В 1767 году герцог был произведен в генерал-майоры и сделан полковником 3-го полка пехотной гвардии. В том же году он был назначен смотрителем Виндзорского леса, его резиденция находилась в Кранборн-Лодже. С 1771 по 1805 год принц Уильям Генри был 13-м канцлером Тринити-колледжа в Дублине.

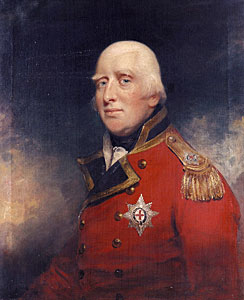
Портрет герцога Глостерского, автор — Уильям Бичи, 1804 год

В начале Войны американских колоний за независимость принц Уильям Генри надеялся получить назначение командующим армии в Северной Америке, но получил отказ от своего старшего брата, короля Великобритании Георга III. Во время Войны за Баварское наследство (1777—1779) король Пруссии Фридрих Великий предложил принцу Уильяму Генри перейти на службу в прусскую армию. Георг III дал своё согласие, но теперь сам герцог отклонил предложение. В 1770 году герцог был переведен в 1-й гренадерский пехотный полк, а 12 октября 1793 года он был произведен в фельдмаршалы. С 1796 по 1802 год он командовал Северным округом.

## Поздняя жизнь
В 1782 году у герцога родилась незаконнорожденная дочь, Луиза Мария Ла Кост (6 января 1782 — 10 февраля 1835). Её матерью была любовница принца, леди Альмерия Карпентер (1752—1809), дочь Джорджа Карпентера, 1-го графа Тирконнелла (1723—1762).
29 декабря 1803 года в Норидже (графство Норфолк) Луиза вышла замуж за Годфри Макдональда, 11-го баронета Макдональда из Слейта (1775—1832). у них было трое детей, родившихся до брака, и десять детей, родившихся после заключения брака. Эти дети и их потомки являются единственными потомками принца Уильяма, 1-го герцога Глостерского и Эдинбургского.
61-летний принц Уильям Генри скончался в Глостер-хаусе в Лондоне 25 августа 1805 года. Его преемником стал его единственный сын, Уильям Фредерик, 2-й герцог Глостерский и Эдинбургский (1776—1834), который в 1816 году женился на своей двоюродной сестре, принцессе Марии Великобританской, дочери короля Георга III. Он и его жена носили титул Королевское Высочество.

## Титулы и стили

Герб принца Уильяма Генри, герцога Глостерского и Эдинбургского

- 25 ноября 1743 — 19 ноября 1764: Его Королевское Высочество Принц Уильям
- 19 ноября 1764 — 25 августа 1805: Его Королевское Высочество Герцог Глостерский и Эдинбургский

## Награды
- Кавалер Ордена Подвязки (27 мая 1762)
- Член Тайного совета Великобритании
- Королевский член Королевского общества[англ.]